# Pritchardia perlmanii
Pritchardia perlmanii är en enhjärtbladig växtart som beskrevs av Gemmill. Pritchardia perlmanii ingår i släktet Pritchardia och familjen Arecaceae. Inga underarter finns listade i Catalogue of Life.